# Hadrian's Cycleway

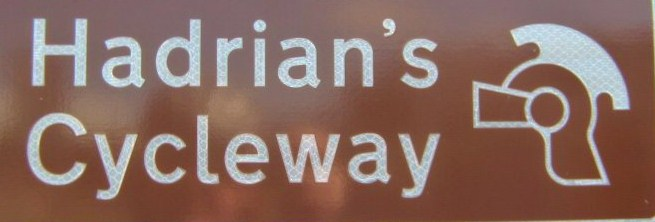
Wegwijzer Hadrian's Cycleway

Hadrian's Cycleway (Nederlands: Fietspad van Hadrianus) is een langeafstandsfietsroute door het noorden van Engeland. De route strekt uit zich over de gehele lengte van Hadrian's Wall World Heritage Site en loopt van Ravenglass aan de Ierse Zee tot Tynemouth aan de Noordzee. Het deel van de route tussen het station van Sellafield en Seascale was in 2023 voor onbekende duur niet toegankelijk vanwege kusterosie. Het fietspad werd officieel geopend in juli 2006 en maakt deel uit van het veel grotere National Cycle Network van Groot-Brittannië. De route gaat overwegend over rustige landelijke wegen, oude spoorlijnen, offroad paden en speciaal voor de route aangelegde fietspaden. De route is ontworpen voor zowel de gewone als de meer sportief aangelegde fietser.

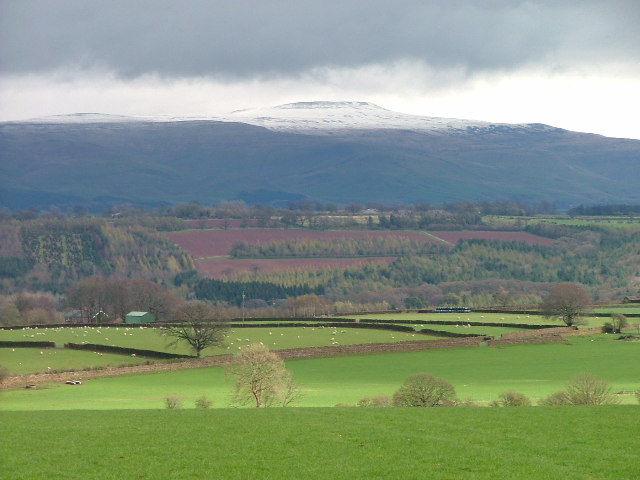
Eden Valley

De startplaats is bij het Glannaventa Roman Bath House in Ravenglass aan de westkust van Cumbria, waarna men langs de Ierse Zee fietst tot aan de Solway. Vanaf hier rijdt men via Carlisle parallel aan de Muur van Hadrianus over de Pennines tot aan het Romeinse fort Arbeia in South Shields in de buurt van Tynemouth. De route biedt uitzichten op de kust, het adembenemende landschap van de Edenvallei en de ongerepte Pennines, Romeinse forten en musea, aantrekkelijke dorpjes en marksteden, allemaal in een World Heritage Site.
Hadrian's Cycleway in het kort:
- Lengte: 278 km
- Laagste punt: zeeniveau
- Hoogste punt: 255 meter

Hadrian's Cycleway, ook wel aangeduid als National Route 72 (NCN72), werd door Sustrans ontwikkeld in samenwerking met de verschillende plaatselijke autoriteiten. De route is relatief vlak, maar er zijn een paar steile, korte heuvels in het centrale deel. Het kan gefietst worden in beide richtingen, maar algemeen wordt aangegeven om de route van het westen naar het oosten te fietsen om zo gebruik te maken van het windvoordeel.